# 500 Milhas de Indianápolis de 2003
A 87ª edição das 500 Milhas de Indianápolis (creditada oficialmente como "87th Indianapolis 500") foi a quarta etapa do calendário de corridas da temporada de 2003 da IndyCar Series. Disputada no dia 25 de maio no Indianapolis Motor Speedway, localizado na cidade de Speedway, em Indiana, teve como vencedor o brasileiro Gil de Ferran, da equipe Penske, em dobradinha com Hélio Castroneves. Tony Kanaan, da Andretti-Green Racing, fechou o pódio na terceira posição, na segunda participação dele na prova.
Entre os novatos, o melhor classificado foi o japonês Toranosuke Takagi (Mo Nunn Racing), na 5ª posição. Tomas Scheckter, da Chip Ganassi Racing, foi o piloto que mais liderou voltas (63).

## Grid de largada
| Fila | Abre a fila                | Meio da fila             | Fecha a fila            |
| ---- | -------------------------- | ------------------------ | ----------------------- |
| 1    | #3 – Hélio Castroneves (V) | #11 – Tony Kanaan        | #27 – Robby Gordon      |
| 2    | #9 – Scott Dixon (R)       | #26 – Dan Wheldon (R)    | #15 – Kenny Bräck (V)   |
| 3    | #12 – Tora Takagi (R)      | #32 – Tony Renna (R)     | #8 – Scott Sharp        |
| 4    | #6 – Gil de Ferran         | #55 – Roger Yasukawa (R) | #10 – Tomas Scheckter   |
| 5    | #7 – Michael Andretti      | #13 – Greg Ray           | #54 – Shinji Nakano (R) |
| 6    | #21 – Felipe Giaffone      | #31 – Al Unser, Jr. (V)  | #4 – Sam Hornish, Jr.   |
| 7    | #52 – Buddy Rice (R)       | #2 – Jaques Lazier       | #91 – Buddy Lazier (V)  |
| 8    | #24 – Robbie Buhl          | #14 – A.J. Foyt IV (R)   | #23 – Sarah Fisher      |
| 9    | #20 – Alex Barron          | #22 – Vítor Meira (R)    | #19 – Jimmy Vasser      |
| 10   | #99 – Richie Hearn         | #98 – Billy Boat         | #5 – Shigeaki Hattori   |
| 11   | #44 – Robby McGehee        | #18 – Jimmy Kite         | #41 – Airton Daré       |

### Não conseguiram vaga para a corrida
- Scott Mayer (PDM Racing - #18) - reprovado no treino de orientação de novatos, foi substituído por Jimmy Kite
- Arie Luyendyk (Mo Nunn Racing - #20) - acidentou-se nos treinos, foi substituído por Alex Barron

## Resultados

### Corrida
| Pos final | Pos inicial | N.º | Nome                  | Qual    | Rank | Voltas | Led | Posição                |
| --------- | ----------- | --- | --------------------- | ------- | ---- | ------ | --- | ---------------------- |
| 1         | 10          | 6   | Gil de Ferran         | 228.633 | 10   | 200    | 31  | Corrida                |
| 2         | 1           | 3   | Hélio Castroneves (V) | 231.725 | 1    | 200    | 58  | Corrida                |
| 3         | 2           | 11  | Tony Kanaan           | 231.006 | 2    | 200    | 2   | Corrida                |
| 4         | 12          | 10  | Tomas Scheckter       | 227.768 | 12   | 200    | 63  | Corrida                |
| 5         | 7           | 12  | Tora Takagi (R)       | 229.358 | 7    | 200    | 2   | Corrida                |
| 6         | 25          | 20  | Alex Barron           | 227.274 | 15   | 200    | 0   | Corrida                |
| 7         | 8           | 32  | Tony Renna (R)        | 228.765 | 8    | 200    | 0   | Corrida                |
| 8         | 14          | 13  | Greg Ray              | 227.288 | 14   | 200    | 0   | Corrida                |
| 9         | 17          | 31  | Al Unser, Jr. (V)     | 226.285 | 20   | 200    | 0   | Corrida                |
| 10        | 11          | 55  | Roger Yasukawa (R)    | 228.577 | 11   | 199    | 0   | Corrida                |
| 11        | 19          | 52  | Buddy Rice (R)        | 226.213 | 22   | 199    | 0   | Corrida                |
| 12        | 26          | 22  | Vitor Meira (R)       | 227.158 | 18   | 199    | 0   | Corrida                |
| 13        | 32          | 18  | Jimmy Kite            | 224.195 | 30   | 197    | 0   | Corrida                |
| 14        | 15          | 54  | Shinji Nakano (R)     | 227.222 | 16   | 196    | 0   | Corrida                |
| 15        | 18          | 4   | Sam Hornish, Jr.      | 226.225 | 21   | 195    | 0   | Motor                  |
| 16        | 6           | 15  | Kenny Bräck (V)       | 229.509 | 6    | 195    | 0   | Corrida                |
| 17        | 4           | 9   | Scott Dixon (R)       | 230.099 | 4    | 191    | 15  | Acidente               |
| 18        | 23          | 14  | A.J. Foyt IV (R)      | 224.177 | 31   | 189    | 0   | Corrida                |
| 19        | 5           | 26  | Dan Wheldon (R)       | 229.958 | 5    | 186    | 0   | Acidente               |
| 20        | 9           | 8   | Scott Sharp           | 228.756 | 9    | 181    | 0   | Acidente               |
| 21        | 21          | 91  | Buddy Lazier (V)      | 224.910 | 26   | 171    | 0   | Motor                  |
| 22        | 3           | 27  | Robby Gordon          | 230.205 | 3    | 169    | 0   | Caixa de Veloc.        |
| 23        | 22          | 24  | Robbie Buhl           | 224.369 | 29   | 147    | 0   | Motor                  |
| 24        | 33          | 41  | Airton Daré           | 223.609 | 33   | 125    | 0   | Acidente               |
| 25        | 31          | 44  | Robby McGehee         | 224.493 | 28   | 125    | 0   | Direção                |
| 26        | 27          | 19  | Jimmy Vasser          | 226.872 | 19   | 102    | 1   | Caixa de Veloc.        |
| 27        | 13          | 7   | Michael Andretti      | 227.739 | 13   | 94     | 28  | Problema no acelerador |
| 28        | 28          | 99  | Richie Hearn          | 225.864 | 24   | 61     | 0   | Acidente               |
| 29        | 20          | 2   | Jaques Lazier         | 225.975 | 23   | 61     | 0   | Acidente               |
| 30        | 30          | 5   | Shigeaki Hattori      | 224.589 | 27   | 19     | 0   | Sistema de combustível |
| 31        | 24          | 23  | Sarah Fisher          | 224.170 | 32   | 14     | 0   | Motor                  |
| 32        | 29          | 98  | Billy Boat            | 225.598 | 25   | 7      | 0   | Motor                  |
| 33        | 16          | 21  | Felipe Giaffone       | 227.210 | 17   | 6      | 0   | Problema eletrônico    |

(V) = vencedor das 500 Milhas de Indianápolis; (R) = Rookie